# 毛果缬草
毛果缬草（学名：Valeriana hirticalyx）为忍冬科缬草属的植物，为中国的特有植物。分布在中国大陆的西藏、青海等地，生长于海拔4,100米至4,300米的地区，见于灌丛草坡以及河滩石砾地，目前尚未由人工引种栽培。